# 奥古斯特·多尼
奥古斯特·多尼（法語：Auguste Donny，1851年1月1日—？），法国男子帆船运动员。他曾代表法国参加1900年夏季奥林匹克运动会帆船比赛，获得一枚铜牌。